# Euthanasie involontaire
Ne doit pas être confondu avec Euthanasie non volontaire.
L'euthanasie involontaire est l'euthanasie exécutée sur une personne capable de formuler un consentement libre et éclairé mais qui ne l'a pas donné, soit parce qu'elle ne veut pas mourir, soit parce que la question ne lui a pas été posée.
L'euthanasie involontaire se distingue de l'euthanasie volontaire (euthanasie mise en œuvre avec le consentement du patient) et de l'euthanasie non volontaire (quand le patient est incapable de formuler un consentement éclairé, par exemple si l'intéressé est mineur ou se trouve dans le coma). L'euthanasie involontaire soulève une large opposition et, dans toutes les juridictions, elle est considérée comme un crime, même si certaines sociétés l'ont autorisée par le passé, comme le Troisième Reich avec Aktion T4. Ces précédents historiques sont à l'origine d'un refus de changement législatif portant sur d'autres formes d'euthanasie,.

## Histoire de l'euthanasie involontaire

### États-Unis
L'euthanasie devient le sujet d'un débat public aux États-Unis au tournant du XXe siècle. Felix Adler, célèbre enseignant et scientifique, émet en 1891 le premier appel officiel à fournir des produits mortels aux patients en fin de vie qui demandent à mourir. En 1906, l'Ohio examine la possibilité d'une loi afin de légaliser cette forme d'euthanasie, mais le projet est abandonné. Tandis qu'une grande part du débat porte sur l'euthanasie volontaire, d'autres voix se font entendre pour réclamer aussi l'euthanasie involontaire. En 1900, W. Duncan McKim, médecin new-yorkais, publie l'ouvrage Heredity and Human Progress (L'Hérédité et le progrès humain). Le livre laisse entendre que les personnes porteuses d'un grave problème congénital, y compris celles avec un handicap mental, avec une épilepsie, les malades d'alcoolisme ou les criminels, devraient être soumises à une mise à mort rapide et sans douleur par exposition au dioxyde de carbone.
En janvier 1938, la National Society for the Legalization of Euthanasia voit le jour avant d'être renommée « Euthanasia Society of America (ESA) » peu après. Cette organisation milite pour la légalisation de l'euthanasie aux États-Unis et agit comme un groupe de pression auprès des législateurs. De nombreux membres illustres de l'ESA soutiennent l'euthanasie involontaire des personnes atteintes de handicap mental, dont Ann Mitchell, ancienne patiente d'un centre psychiatrique et principale bailleuse de fonds auprès de l'ESA jusqu'en 1942, année où elle se suicide. Ann Mitchell est aussi considérée comme le moteur qui a transformé l'ESA en projet eugéniste. Le premier président de l'ESA, Charles Potter, est un ancien pasteur baptiste qui milite pour la stérilisation contrainte dans un objectif eugéniste et pour l'euthanasie involontaire afin d'éliminer les personnes « déficientes » et indésirables de la société.
À l'origine, l'ESA plaidait aussi bien pour l'euthanasie volontaire que pour l'euthanasie involontaire de personnes atteintes d'un handicap lourd. Le groupe ne tarde pas à comprendre que l'euthanasie involontaire est entachée de connotations négatives, surtout par son association avec les programmes nazis de mise à mort ; l'ESA se repositionne et ne milite plus que pour l'euthanasie volontaire. L'ESA existe toujours.

### Troisième Reich

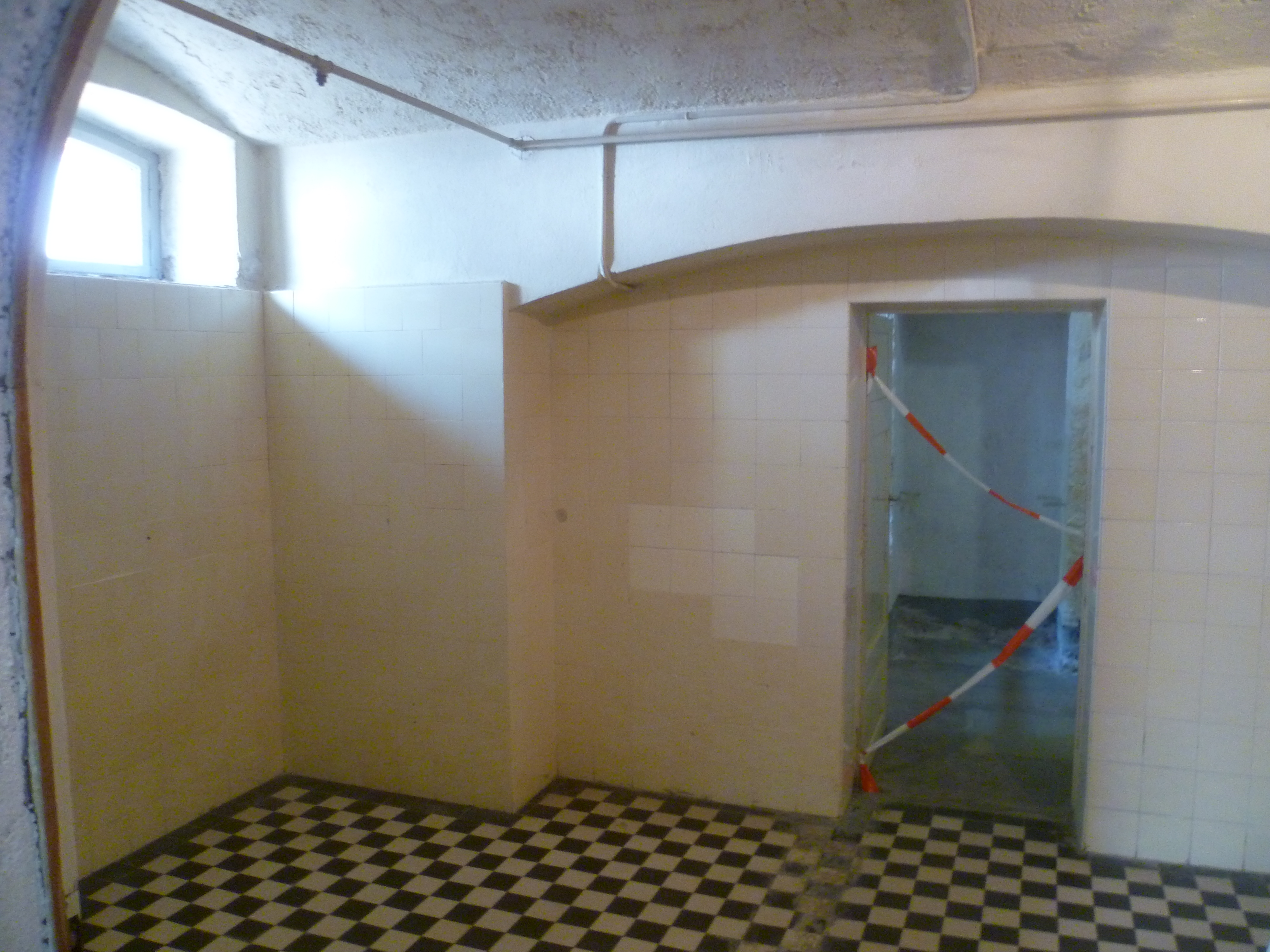
Chambre à gaz au Centre de mise à mort d'Hadamar.

En octobre 1939, Adolf Hitler met en place le programme Aktion T4 pour tuer les « personnes atteintes d'un mal incurable, handicapées physiquement ou mentalement, émotionnellement désespérées, ainsi que les personnes âgées ». Le programme Aktion T4 visait prévoyait aussi la mise à mort des personnes considérées comme « inférieures et présentant une menace pour le bien-être de la race aryenne ». Aktion T4 s'inscrit dans un dessein eugéniste plus vaste, celui de la « Solution finale ». Dans les mois qui suivent la mise en place du programme, les nazis ajoutent de nouvelles catégories de personnes visées par la mise à mort afin d'y inclure celles qui correspondent à un certain profil ethnique et à certaines classes sociales. Six centres de mise à mort sont instaurés pour appliquer Aktion T4, dont l'un des plus célèbres est le Centre de mise à mort d'Hadamar. Dans ces centres, les personnes que de prétendus « experts médicaux » considèrent comme « handicapées » ou « invalides » sont assassinées. Ainsi, les chambres à gaz étaient dissimulées sous l'apparence de douches et certaines victimes (surtout des enfants) étaient délibérément privées de nourriture jusqu'à leur mort. Dans ces centres, il était fréquent de tuer les victimes en groupe dans les chambres à gaz en les exposant au monoxyde de carbone. Ces recherches entreprises par les nazis pour la mise à mort des victimes ont servi de modèle pour les camps d'extermination, comme ceux d'Auschwitz et Treblinka par la suite[réf. incomplète]. Le programme Aktion T4 a duré six années ; au cours de son exécution, environ 200 000 personnes ont péri assassinées. Les circuits d'« euthanasie » d'Aktion T4 sont fermés par les troupes alliées en 1945.

## Droit par pays

### Canada
En droit canadien, une euthanasie doit être effectuée conformément aux règles de l'aide médicale à mourir aux articles 241.1 et suivants du Code criminel. L'article 241.2 (1) e) C.cr. exige le consentement libre et éclairé de la personne qui s'apprête à recevoir l'aide médicale à mourir. Seul le personnel médical autorisé par la loi peut fournir l'aide médicale à mourir. Le personnel médical qui fournit l'aide médicale à mourir a aussi l'obligation de confirmer à nouveau le consentement du patient avant d'administrer l'aide médicale à mourir, d'après l'art. 241.2 (3) h) C.cr..
En pratique, il y a déjà eu des cas où des médecins ont été soupçonnés de ne pas avoir suivi les règles de l'aide médicale à mourir et d'avoir euthanasié des patients sans leur consentement.
Si le ministère public est convaincu de l'existence d'une preuve hors de tout doute raisonnable de l'absence de consentement libre et éclairé et qu'il décide en faveur d'une poursuite, les conséquences pour le personnel médical peuvent être très lourdes car le fait de fournir l'aide médicale à mourir conformément à la loi est une exception à la règle que causer la mort volontairement d'un être humain est un homicide coupable (art. 227 C.cr.). Par conséquent, un médecin qui n'obtient pas correctement le consentement du patient peut être accusé soit de meurtre, soit d'homicide involontaire coupable (art. 222 (4) C.cr.).
L'absence de consentement à l'aide médicale à mourir n'est pas simplement un non-respect des mesures de sauvegarde (art. 241.3 C.cr.). Les mesures de sauvegarde s'apparentent à des conditions de forme et elles sont à l'art. 241.2 (3) b) à h) C.cr. Au contraire, donner un consentement libre et éclairé est une condition de fond de l'aide médicale à mourir visée à l'art. 242.1 (1) C.cr et 241.2 (3) a) C.cr., tout comme le fait d'être majeur. La violation des conditions de fond peut en conséquence entraîner des sanctions plus sévères que ce qui est prévu à la disposition sur la violation des mesures de sauvegarde.

### France
En juin 2023, l’ADMD organise les Assises nationales sur la fin de vie à la Sorbonne à Paris afin de lutter contre les préjugés. L’événement regroupe professionnels, personnalités, experts et porte-paroles de l’ensemble des groupes politiques représentés au Parlement.